# Skelmersdale United FC
Skelmersdale United FC (celým názvem: Skelmersdale United Football Club) je anglický fotbalový klub, který sídlí ve městě Skelmersdale v nemetropolitním hrabství Lancashire. Založen byl v roce 1882. Od sezóny 2018/19 hraje v Northern Premier League Division One West (8. nejvyšší soutěž). Klubové barvy jsou modrá a bílá.
Své domácí zápasy odehrává na West Lancashire College Stadium s kapacitou 2 500 diváků.

## Získané trofeje
- FA Amateur Cup ( 1× )
  - 1970/71

## Úspěchy v domácích pohárech
Zdroj: 
- FA Cup
  - 1. kolo: 1967/68, 1968/69, 1970/71
- FA Amateur Cup
  - Vítěz: 1970/71
- FA Trophy
  - 3. kolo: 2012/13
- FA Vase
  - 4. kolo: 1999/00, 2004/05

## Umístění v jednotlivých sezonách
Stručný přehled
Zdroj: 
- 1891–1893: Lancashire Combination
- 1903–1907: Lancashire Combination (Division Two)
- 1921–1924: Lancashire Combination
- 1955–1956: Lancashire Combination (Division Two)
- 1956–1968: Lancashire Combination (Division One)
- 1968–1971: Cheshire County League
- 1971–1976: Northern Premier League
- 1976–1978: Lancashire Combination
- 1978–1982: Cheshire County League (Division Two)
- 1982–1987: North West Counties League (Division Two)
- 1987–1996: North West Counties League (Division One)
- 1996–1998: North West Counties League (Division Two)
- 1998–2006: North West Counties League (Division One)
- 2006–2007: Northern Premier League (Division One)
- 2007–2013: Northern Premier League (Division One North)
- 2013–2017: Northern Premier League (Premier Division)
- 2017–2018: Northern Premier League (Division One North)
- 2018– : Northern Premier League (Division One West)

Jednotlivé ročníky
Zdroj: 
Legenda: Z - zápasy, V - výhry, R - remízy, P - porážky, VG - vstřelené góly, OG - obdržené góly, +/- - rozdíl skóre, B - body, červené podbarvení - sestup, zelené podbarvení - postup, fialové podbarvení - reorganizace, změna skupiny či soutěže
| Sezóny  | Liga                                         | Úroveň | Z  | V  | R  | P  | VG  | OG  | +/- | B   | Pozice |
| ------- | -------------------------------------------- | ------ | -- | -- | -- | -- | --- | --- | --- | --- | ------ |
| 2009/10 | Northern Premier League (Division One North) | 8      | 42 | 22 | 8  | 12 | 80  | 56  | +24 | 74  | 5.     |
| 2010/11 | Northern Premier League (Division One North) | 8      | 44 | 30 | 7  | 7  | 117 | 48  | +69 | 97  | 2.     |
| 2011/12 | Northern Premier League (Division One North) | 8      | 42 | 21 | 12 | 9  | 94  | 60  | +34 | 75  | 7.     |
| 2012/13 | Northern Premier League (Division One North) | 8      | 42 | 32 | 6  | 4  | 110 | 41  | +69 | 102 | 1.     |
| 2013/14 | Northern Premier League (Premier Division)   | 7      | 46 | 24 | 5  | 17 | 92  | 79  | +13 | 77  | 6.     |
| 2014/15 | Northern Premier League (Premier Division)   | 7      | 46 | 21 | 10 | 15 | 58  | 48  | +10 | 73  | 7.     |
| 2015/16 | Northern Premier League (Premier Division)   | 7      | 46 | 14 | 11 | 21 | 66  | 82  | -16 | 53  | 16.    |
| 2016/17 | Northern Premier League (Premier Division)   | 7      | 46 | 5  | 9  | 32 | 40  | 118 | -78 | 24  | 24.    |
| 2017/18 | Northern Premier League (Division One North) | 8      | 42 | 8  | 13 | 21 | 53  | 84  | -31 | 37  | 21.    |
| 2018/19 | Northern Premier League (Division One West)  | 8      | 38 |    |    |    |     |     |     |     |        |